# Anodontoceras yukawai
Anodontoceras yukawai är en tvåvingeart som beskrevs av Jaschhof 1998. Anodontoceras yukawai ingår i släktet Anodontoceras och familjen gallmyggor. Inga underarter finns listade i Catalogue of Life.